# Suy gan cấp tính
Suy gan cấp tính là sự xuất hiện của các biến chứng nặng nhanh chóng sau các dấu hiệu đầu tiên của bệnh gan (như vàng da), và chỉ ra rằng gan đã bị tổn thương nghiêm trọng (mất chức năng 80% 90% tế bào gan). Các biến chứng là bệnh não gan và tổng hợp protein bị suy yếu (được đo bằng nồng độ albumin huyết thanh và thời gian prothrombin trong máu). Phân loại năm 1993 định nghĩa Suy gan siêu cấp là trong vòng 1 tuần, cấp tính là 8-28 ngày và bán cấp là 4-12 tuần. Nó phản ánh thực tế rằng tốc độ tiến hóa của bệnh ảnh hưởng mạnh mẽ đến tiên lượng. Nguyên nhân cơ bản (bên dưới) là yếu tố quyết định quan trọng khác của biểu hiện bệnh.

## Dấu hiệu và triệu chứng
Các đặc điểm chính của suy gan cấp tính là vàng da khởi phát nhanh, yếu và cuối cùng là thay đổi trạng thái tâm thần có thể bắt đầu như một sự nhầm lẫn nhẹ nhưng tiến triển đến hôn mê.

### Bệnh não và phù não
Trong suy gan cấp tính, bệnh não gan dẫn đến phù não, hôn mê, thoát vị não và cuối cùng là tử vong. Phát hiện bệnh não là trung tâm để chẩn đoán ALF. Nó có thể thay đổi từ thâm hụt tinh tế trong chức năng não cao hơn (ví dụ: tâm trạng, sự tập trung ở cấp I) đến hôn mê sâu (cấp IV). Bệnh nhân bị suy gan cấp tính và cấp tính có nguy cơ cao bị phù não và bệnh não cấp IV.